# Martha und Tommy

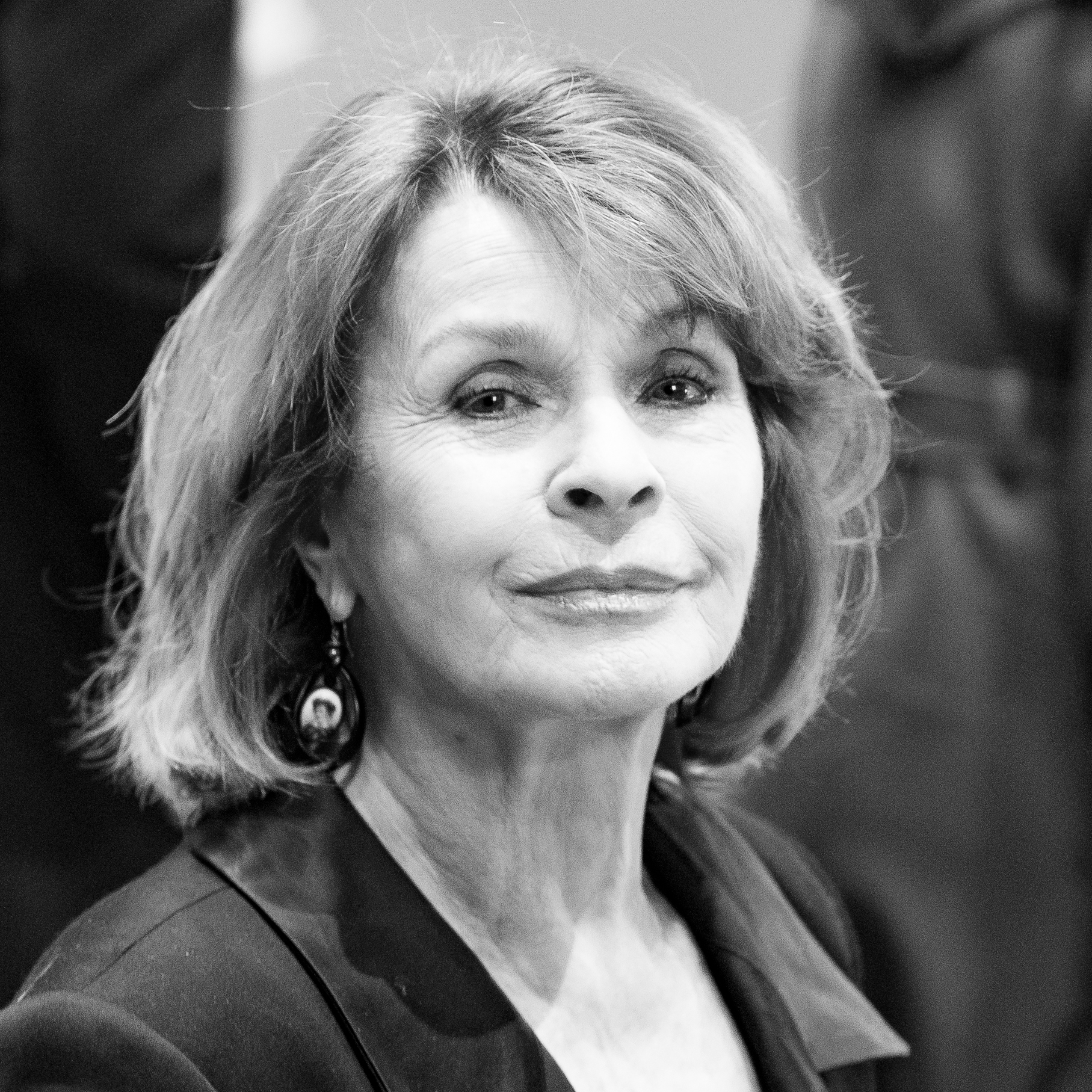
Senta Berger spielt Martha (Foto von 2017)

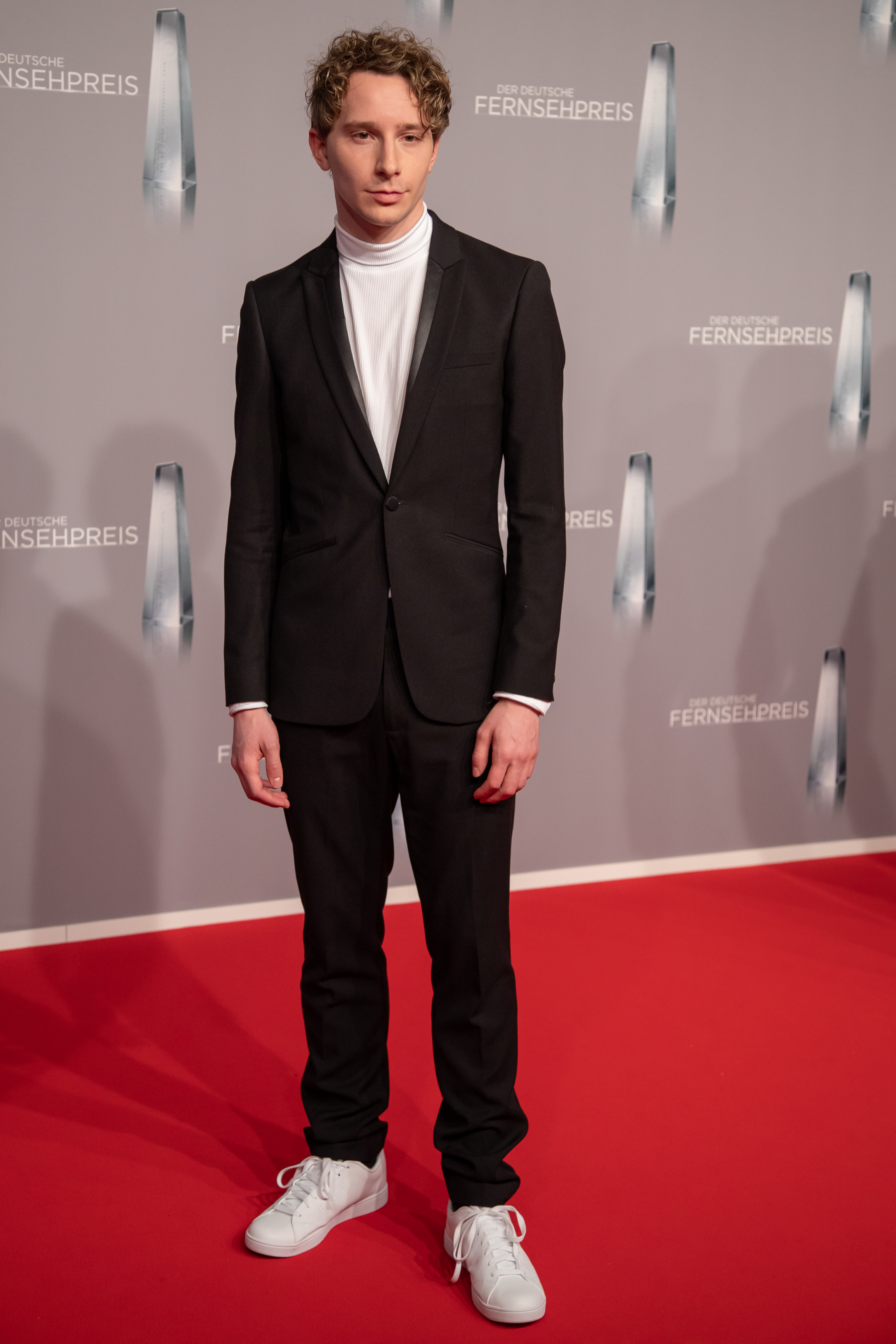
Jonathan Berlin spielt Tommy (Foto von 2019)

Martha und Tommy ist ein deutsches Filmdrama aus dem Jahr 2020. Seine Premiere hatte der Film am 19. September 2020 auf dem Internationalen Filmfest Oldenburg, im Februar 2021 wurde er im Ersten erstmals im deutschen Fernsehen gezeigt.

## Handlung
Martha ist Ärztin im Ruhestand, war dreimal verheiratet und wohnt allein in einer Hamburger Dachgeschosswohnung. Sie ist die gute Seele des Mietshauses, kümmert sich um die Hausaufgaben der Nachbarskinder und hilft immer, wenn jemand ein medizinisches Anliegen hat. Als das Brüderpaar Tommy und Winnie neu in das Haus einzieht, verändert dies auch das Leben von Martha. Winnie ist ein guter Schüler und versteht sich gut mit Martha, die ihn oft zu sich in die Wohnung nimmt, wenn Tommy nicht da ist. Dieser studiert Jura, verdient sich aber nebenbei an den Abenden etwas mit Mixed-Martial-Arts-Kämpfen dazu. Tommy ist der angebotenen Hilfe durch Martha im Vergleich zu Winnie deutlich weniger aufgeschlossen und insgesamt vorsichtiger. Sein Vater Viktor, ein Starpianist, hat vor Jahren die Mutter der Brüder im Affekt umgebracht und als Tommy jetzt erfährt, dass sein Vater aus dem Gefängnis entlassen wurde und das Sorgerecht für Winnie einfordert, steht er vor einem weiteren Problem. Sein Vater hat viel Geld und die besten Anwälte, Tommy hingegen hat Schulden.
In Marthas Freund Max, der einen Boxclub leitet, findet Tommy Unterstützung und auch die Möglichkeit, über einen letzten Kampf an entsprechend viel Geld zu gelangen, um seine Schulden zu tilgen. Von Max erfährt Tommy von Marthas Schicksal, dass sich ihre Tochter das Leben nahm und sich Martha deshalb stark nach außen hin gibt. Da Martha von Tommys guten Klavierkünsten weiß, gibt sie ihm das Klavier ihrer Tochter. Tommy, der seiner Fähigkeiten wegen schon als Nachfolger seines Vaters gesehen wurde, diesen aber zutiefst verachtet, geht spontan mit einem Baseballschläger auf das Instrument los. Tommy und Martha kämpfen beide mit ihrem Schicksal, dies verbindet sie.
Viktor nimmt Kontakt zu Winnie auf, der glaubte, beide Eltern wären gestorben. Winnie fühlt sich von Tommy belogen, dieser beteuert aber, immer das Beste für ihn gewollt und getan zu haben. Martha, die mittlerweile über all die Dinge Bescheid weiß, geht sogar zu Viktor und bittet ihn, Winnie bei seinem Bruder zu lassen. Doch Viktor lässt sie abblitzen, er ist immer noch gekränkt, dass Tommy nicht in seine Fußstapfen getreten ist. Tommy kämpft seinen letzten Kampf. Als Max und Martha dazukommen, ist Tommy bereits übel zugerichtet, sodass Martha Max bittet, etwas zu unternehmen. Dieser sagt Tommy jedoch, sein Vater hätte gegen ihn gewettet, woraufhin Tommy den Kampf noch für sich entscheiden kann.
Tommy entscheidet sich schließlich doch, Winnie zu seinem Vater zu geben, damit dieser es gut hat. Auch in diesem letzten Gespräch gibt Viktor sich wenig herzlich. Tommy fragt seinen Vater noch nach dem – seiner Meinung nach – schwersten Chopin-Stück. Dieses nimmt Tommy später auf und schickt es Martha als MP3. Tommy steigt in seinen Wagen und lässt Hamburg hinter sich.

## Produktion
Der Film wurde vom 24. September 2019 bis zum 25. Oktober 2019 in Hamburg und Berlin gedreht.

## Rezeption

### Kritiken
Das Lexikon des internationalen Films vergibt in der Bewertung 3 von 5 Sternen und schreibt: „Wuchtiges Drama um den Wert von Freundschaft, dessen atmosphärische Bandbreite zwischen brutalen Boxszenen und sanfter Emotionalität liegt. Mitunter etwas überladen, lebt der Film von ausgezeichneten Darstellern.“
Bei tittelbach.tv kommt Rainer Tittelbach zu einer Vergabe von insgesamt 5,5 von 6 möglichen Sternen. Die Regisseurin habe mit dem Film ein „eindrucksvoll bebildertes Wechselbad der Gefühle geschaffen“. Starke Gegensätze träfen aufeinander, wobei die Schauspieler dazu beitragen: „Jonathan Berlin und Senta Berger setzen die differenzierte Gefühlspolitik ihrer Charaktere treffsicher um. Aber auch die Nebenrollen sind mit Kockisch und Lohmeyer als markante Schweiger exzellent besetzt.“

### Einschaltquoten
Die Erstausstrahlung von Martha und Tommy im Ersten am 24. Februar 2021 sahen insgesamt 2,84 Millionen Zuschauer. Dies bedeutete einen Marktanteil von 9,0 %.